# Drews Karosseriebau

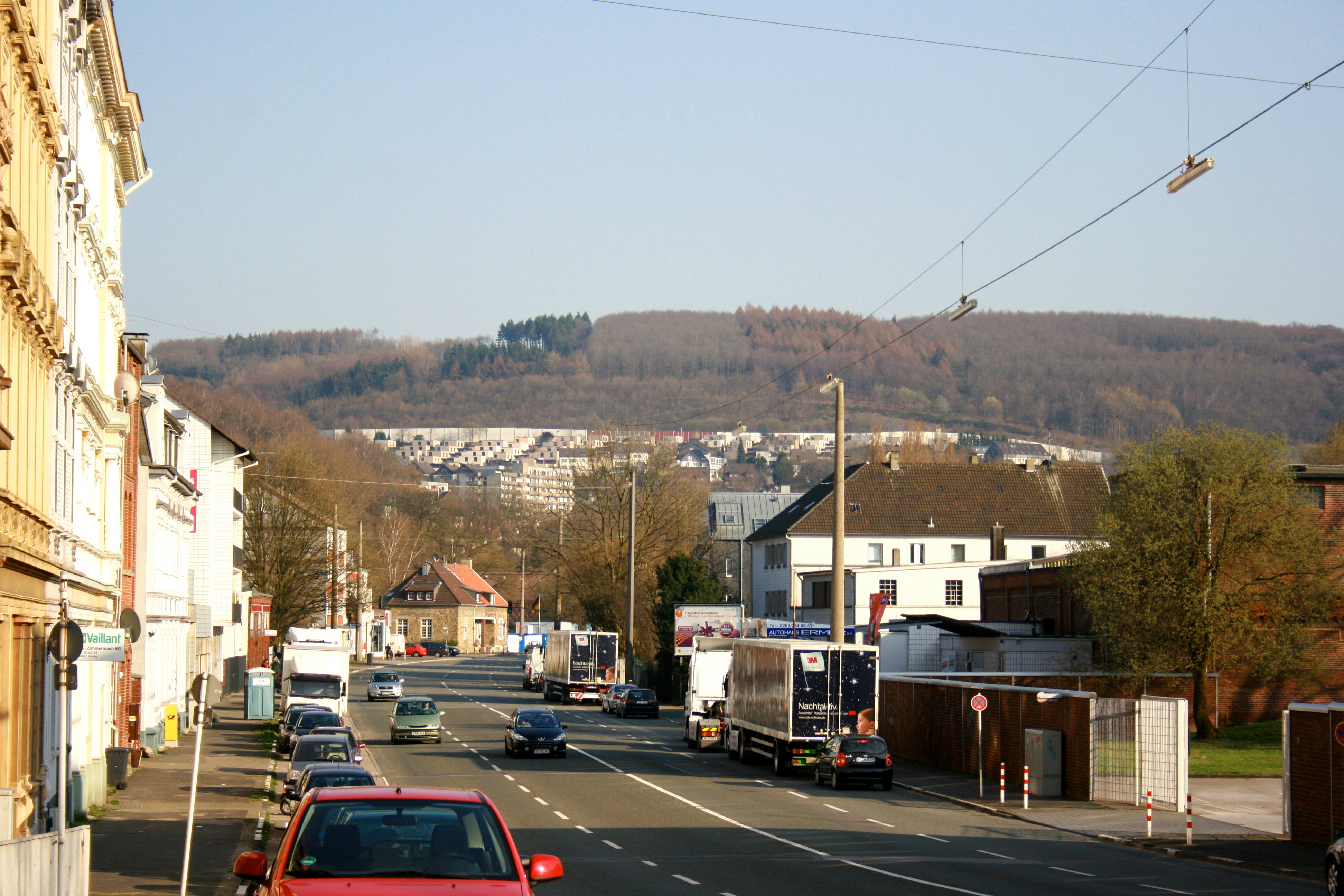
Die Straße Rauental in Wuppertal-Oberbarmen mit Blick Richtung Südosten, vorne rechts die Zufahrt zum ehemaligen Drews-Betriebsgelände mit der dahinter liegenden Wupper (2008)

Drews Karosseriebau, auch Karosserie Drews oder kurz Drews, ist ein ehemaliges deutsches Karosseriebauunternehmen aus Wuppertal im Bergischen Land. Bekannt ist es vor allem durch seine 2+2-sitzigen Sportcabriolets aus den Jahren 1947 bis 1955 mit Leichtmetall-Karosserien auf VW-Käfer-Chassis. Daneben entstanden im Kundenauftrag einige Sonderkarosserien auf Basis verschiedener Personenkraftwagen in Einzelfertigung, ferner vereinzelt komplette Rennwagen und mehrere leichte Spezialkarosserien für den Motorsport.

## Hintergründe zum Unternehmensgründer
Alleiniger Unternehmensgründer und erster Eigentümer war Gerhard Drews. Er hatte fünf Geschwister; seine Familie stammte ursprünglich aus Neustettin in Pommern. Von dort war er nach Berlin gezogen, um das Karosseriebauhandwerk zu erlernen, in dem er nachfolgend für ein nicht näher bekanntes Unternehmen während der Zwischenkriegszeit arbeitete. Dabei kam er unter anderem mit Friedrich Rometsch (1880–1959) in Kontakt, der ab 1924 in Berlin-Halensee das Karosseriebauunternehmen Rometsch betrieb und eine wichtige Position in der Berliner Karosseriebau-Innung bekleidete.
Im Zweiten Weltkrieg wurde Gerhard Drews zum Militärdienst eingezogen und musste ab 1940 in Riga für die Luftwaffe der Wehrmacht im Flugzeugbau arbeiten. Im weiteren Verlauf wechselte er zur Flugzeugfabrik Gottlob Espenlaub, für die er in Düsseldorf insbesondere Aluminiumbleche verarbeitete, möglicherweise auf dem ursprünglichen Betriebsgelände unmittelbar auf dem Flughafen im Stadtteil Lohausen. Neben Gerhard Drews interessierte sich auch der Flieger und Flugzeugbauer Gottlob Espenlaub (1900–1972) für Automobile, der sich schon seit 1928 mit Fragen zur Aerodynamik sowie zum Leichtbau im Automobilbau befasste und mehrere, teils skurrile Espenlaub-Automobile schuf. Offiziell durften beide daran jedoch bis zum Ende des Krieges nicht weiter arbeiten.

## Unternehmensgeschichte

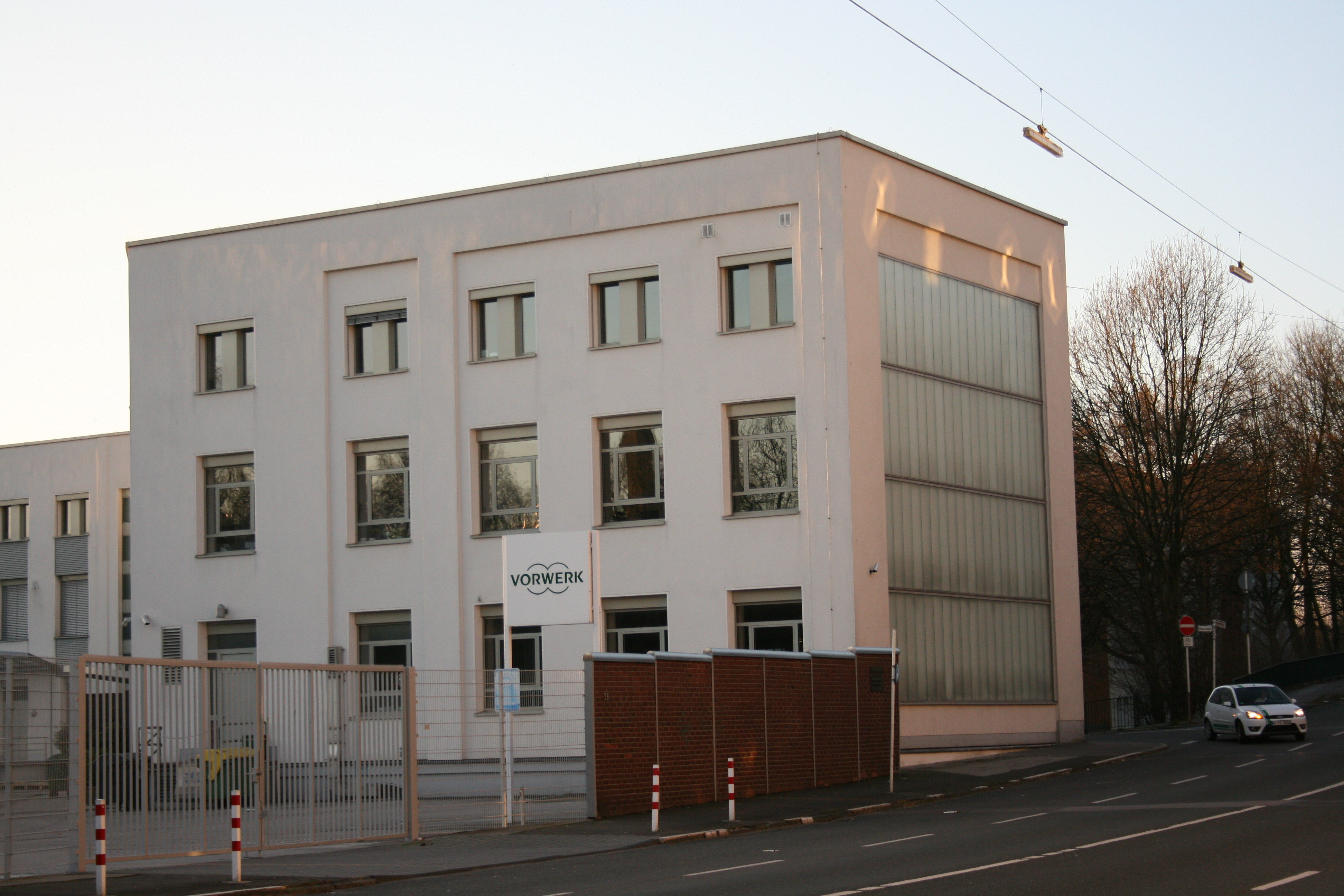
Das heutige Vorwerk-Gebäude auf dem ehemaligen Drews-Betriebsgelände Rauental 36 in Wuppertal-Oberbarmen (2008)

Gerhard Drews gründete sein eigenes Unternehmen am 1. Januar 1945 noch vor dem Ende des Zweiten Weltkriegs in Wuppertal-Oberbarmen. Das Betriebsgelände hatte die Adresse Rauental 36 und lag in einem Gewerbeareal mit einer Grundstückstiefe von rund einhundert Meter zum Fluss Wupper hin. Warum Drews den Standort Wuppertal wählte, ist unklar. Jedoch hatte auch Gottlob Espenlaub den Hauptsitz seines Unternehmens und die im Nachkriegsdeutschland verbotene Flugzeugfertigung schon 1939 nach Wuppertal-Langerfeld verlegt; möglicherweise erleichterte dies Drews in den Anfangsjahren den Materialbezug. Ferner waren im Wuppertaler Stadtteil Elberfeld die alteingesessenen Karosseriewerke Joseph Hebmüller Söhne ansässig; insofern könnte die Hoffnung auf versierte Facharbeiter bestanden haben sowie auf eine Beteiligung an den Aufträgen des vor dem Krieg gut ausgelasteten Konkurrenten.
Anfänglich bis zur Währungsreform 1948 bildeten verschiedenste Reparaturarbeiten den Tätigkeitsschwerpunkt, die häufig im Tausch gegen Lebensmittel oder Brennstoffe erbracht wurden. Gerhard Drews nahm in dieser Zeit seine beiden Brüder Werner und Erwin in den Betrieb auf. Er selbst war Mitglied im Deutschen Motor-Club, der Vereinigung der deutschen Sport- und Rennwagenfahrer mit Sitz in Wuppertal, der Ende der 1940er-Jahre etwa einhundert Mitglieder angehörten. Hierdurch kam er in Kontakt mit Unternehmern, Konstrukteuren und Rennfahrern wie Petermax Müller, Otto Glöckler, Emil „Teddy“ Vorster und Alexander von Falkenhausen. Aus diesen Verbindungen resultierten erste Karosseriebauaufträge für Rennsportwagen und Monopostos.
Das wichtigste und bekannteste Erzeugnis von Drews Karosseriebau in Wuppertal war das Drews-VW Sportcabriolet; es wurde selbst vermarktet und konnte über VW-Händler bestellt werden, gehörte aber – anders als ab 1949 die Cabriolets von Karmann und Hebmüller – nicht zum offiziellen Lieferprogramm des Volkswagenwerks. Ein erster Prototyp entstand bereits 1947, mithin noch vor dem Porsche 356 Nr. 1 Roadster, der im Porsche-Werk Gmünd in Kärnten erst im Juni 1948 fahrbereit wurde. Einer der ersten Zeitungsberichte zum Drews-VW Sportcabriolet erschien in der Zeitschrift Der Motorsport (3. Jahrgang, 1949 Heft 1) am 1. Januar 1949; die erste öffentliche Präsentation fand auf der 1. Westdeutschen Motorschau 1949 in Rheydt statt. Von 1948 bis 1955 baute Drews das Cabriolet in Kleinserie auf Bestellung; je nach Quelle entstanden insgesamt „weniger als 100 Exemplare“ oder allein von 1949 bis 1951 „immerhin 150 Fahrzeuge“. Wohl angestoßen durch die Zusammenarbeit mit Veritas und den Platzbedarf dank guter Auftragslage, reiste Gerhard Drews Anfang 1950 nach Rastatt, um dort in einer ehemaligen Hutfabrik ein eigenes Werk zu gründen. Geplant war, dorthin auch das Personal aus Wuppertal-Oberbarmen zu verlagern, wozu es jedoch nicht kam. Mit dem Erscheinen des VW Karmann-Ghia Typ 14 als Coupé im Jahr 1955 und als Cabriolet 1957 verlor das vergleichsweise teure Drews-Modell an Attraktivität. Parallel zum Sportcabriolet auf VW-Basis und noch bis Ende der 1950er-Jahre fertigte Drews im Kundenauftrag verschiedene selbst gestaltete Sonderkarosserien in Einzelfertigung, teils Personenkraftwagen, teils Rennsportwagen und Monopostos. Um 1960 stellte das Wuppertaler Unternehmen sogar eigene Formel-Junior-Rennwagen mit DKW-Mechanik her.
Im weiteren Verlauf firmierte das Unternehmen als „Karosserie Drews“ und unterhielt die Abteilungen Kühlerbau, Lackiererei und Sattlerei; später änderte sich die Rechtsform zur offenen Handelsgesellschaft mit der neuen Firmierung Gerhard Drews oHG. Der Unternehmensschwerpunkt lag zunehmend bei Unfallreparaturen. Als die Betriebsräume im Rauental 36 in Oberbarmen im Verlauf der 1950er-Jahre zu klein wurden, siedelte Drews auf ein größeres Gelände im Wuppertaler Stadtteil Elberfeld um, wiederum mit Ausrichtung zur Wupper hin; die Anschrift lautete zunächst Hofkamp 144b, später Am Wunderbau 7, nachdem das Grundstück von der rückwärtigen Seite aus durch eine neue Verbindungsstraße entlang der Wupper erschlossen worden war, die die Bundesallee mit dem Hofkamp verband. Ferner wurde der Betrieb um eine Tankstelle erweitert. Das Werksgelände gehörte ursprünglich der 1841 gegründeten Großfärberei Wilhelm Morgenroth GmbH, die beim Bombenangriff auf Elberfeld am 24./25. Juni 1943 völlig zerstört worden war.
Die Bedeutung der Gerhard Drews oHG schwand ab Mitte der 1960er-Jahre: Der zunehmende Übergang zu selbsttragenden Karosserien, steigende Anforderungen an die Verkehrssicherheit und eine größere Modellvielfalt der etablierten Hersteller erschwerten den Bau von Sonderkarosserien oder machten ihn vielfach unwirtschaftlich; Unfallreparaturen wurden zunehmend von markengebundenen Werkstätten ausgeführt. In zweiter Generation führten Joachim Drews und Elfie Fischer, geb. Drews, das Unternehmen noch bis 2001 fort, Neffe und Nichte des Unternehmensgründers Gerhard Drews und Kinder von dessen – im Unternehmen tätigen – Bruder Werner. 1995, im 50. Jahr des Bestehens, waren noch 15 Mitarbeiter beschäftigt. Besonderheiten aus den letzten Jahrzehnten, speziell um 1982, waren Neuaufbauten beziehungsweise Nachfertigungen von Fahrzeugen, die in den 1950er- und 60er-Jahren bei Drews karossiert worden waren.
Das ehemalige Betriebsgelände von Drews in Oberbarmen wird aktuell (Stand: 2019) von der Vorwerk & Co. KG als Teil des Werks Rauental II mitgenutzt. Auf dem ehemaligen Betriebsgelände in Elberfeld sollte zunächst ein Freizeitbad errichtet werden, was jedoch letztlich vom Wuppertaler Stadtrat abgelehnt wurde; daraufhin bezog eine neue Peugeot-Vertretung das Gelände.

## Das Drews-VW Sportcabriolet
Das Modell war als sportliches 2+2-sitziges Cabriolet mit Leichtmetallkarosserie in reiner Pontonform entworfen. Die leichtgewichtige Karosserie ruhte auf einem eigenen Gitterrohrrahmen, der mit dem unveränderten Plattformrahmen des VW Käfer verbunden war; der Karosserieaufbau ähnelte dem patentierten Superleggera-Prinzip der italienischen Carrozzeria Touring in Mailand und reduzierte das Gewicht gegenüber dem Ausgangsmodell um 40 auf 700 Kilogramm. Üblicherweise erhielt das Cabriolet einen durch Doppelvergaser leistungsgesteigerten Vierzylinder-Boxermotor des VW Käfer, jedoch konnten auch die zeitgenössischen, eng verwandten Motoren des Porsche 356 genutzt werden. Ein erster Prototyp entstand noch 1947. Die Kleinserienfertigung lief mit der Währungsreform 1948 an; als Preis wurden 10.000 D-Mark genannt (zum Vergleich: Das viersitzige Käfer Cabriolet von Karmann kostete anfänglich 7.500 D-Mark, der Porsche 356 als Cabrio 12.400 D-Mark.). Die Produktion des Drews-VW war besonders zeitaufwendig und benötigte rund 1000 Arbeitsstunden. Preislich und mit seinem sportlichen Konzept konkurrierte er mit dem leistungsstärkeren, jedoch kürzeren Porsche 356 und den Cabriolet-Sonderkarosserien von Dannenhauer & Stauss in Stuttgart sowie dem Rometsch-VW Modell Beeskow. Konzeptionelle Ähnlichkeiten bestehen ferner mit den frühen WD-Sportwagen auf VW-Basis von Denzel in Österreich sowie den VW-Sportwagen der Gebrüder Beutler aus der Schweiz.

## Weitere Drews-Personenkraftwagen
Neben dem in Serie gefertigten Drews-VW Sportcabriolet entstanden ab den späten 1940er-Jahren etliche weitere Modelle im Kundenauftrag auf unterschiedlichen Fahrgestellen.

### AFM
Ende der 1940er- bis Anfang der 1950er-Jahre bemühte sich der Konstrukteur und Rennfahrer Alexander von Falkenhausen darum, nicht nur selbst entworfene Rennsportwagen und Formel-2-Rennwagen unter der Automobilmarke AFM zu vermarkten, sondern auch für die Kleinserie bestimmte Personenkraftwagen. 1949 gestaltete und baute Drews für ihn den AFM Super 2500 in möglicherweise bis zu vier Exemplaren, ein luxuriöses Cabriolet mit einem Chassis, das von Falkenhausen entworfen hatte und das sich an seinen Rennsportwagen orientierte, sowie einer modifizierten, leistungsgesteigerten Antriebseinheit des Opel Kapitän. Das viersitzige Fahrzeug hatte eine Pontonkarosserie mit nur noch leicht herausmodellierten hinteren Kotflügeln. Der offene Wagen nahm 1949 zusammen mit einem Drews-VW-Sportcabriolet an einem viel besuchten Autocorso durch Wuppertal teil. Ferner wurde 1951 ein Coupé auf der gleichen Basis als AFM 2,5 Liter vorgestellt, dessen Karosserie nach einzelnen Quellen ebenfalls von Drews entworfen und gebaut worden war. Ebenfalls aus dem Jahr 1949 stammt ein von Drews eingekleidetes sportlich-elegantes AFM-Cabriolet mit Pontonkarosserie auf der Basis eines Fiat 1100, das formal einige Stilelemente des Drews-VW-Sportcabriolets aufgreift. Letztlich fehlten von Falkenhausen jedoch die finanziellen Mittel, um eine Serienfertigung eigener Personenwagen aufbauen zu können; insbesondere schlugen Überlegungen fehl, das Modell AFM Super 2500 international speziell in Brasilien zu vermarkten. Es blieb daher bei wenigen Einzelstücken und von Falkenhausen kehrte 1954 zu BMW zurück, wo er bereits vor dem Zweiten Weltkrieg gearbeitet hatte. Soweit bekannt hat keiner der AFM-Personenwagen bis heute überdauert.

### Alfa Romeo
Für den Rennfahrer Walter Schlüter entwarf und baute Drews 1951 ein sportlich-elegantes Cabriolet auf Basis eines Alfa Romeo 6C 2500 mit Rechtslenkung. Unklar ist, ob ein neues Nachkriegschassis genutzt oder ein Vorkriegschassis neu karossiert wurde. Der Verbleib des Fahrzeugs ist unbekannt.

### DKW

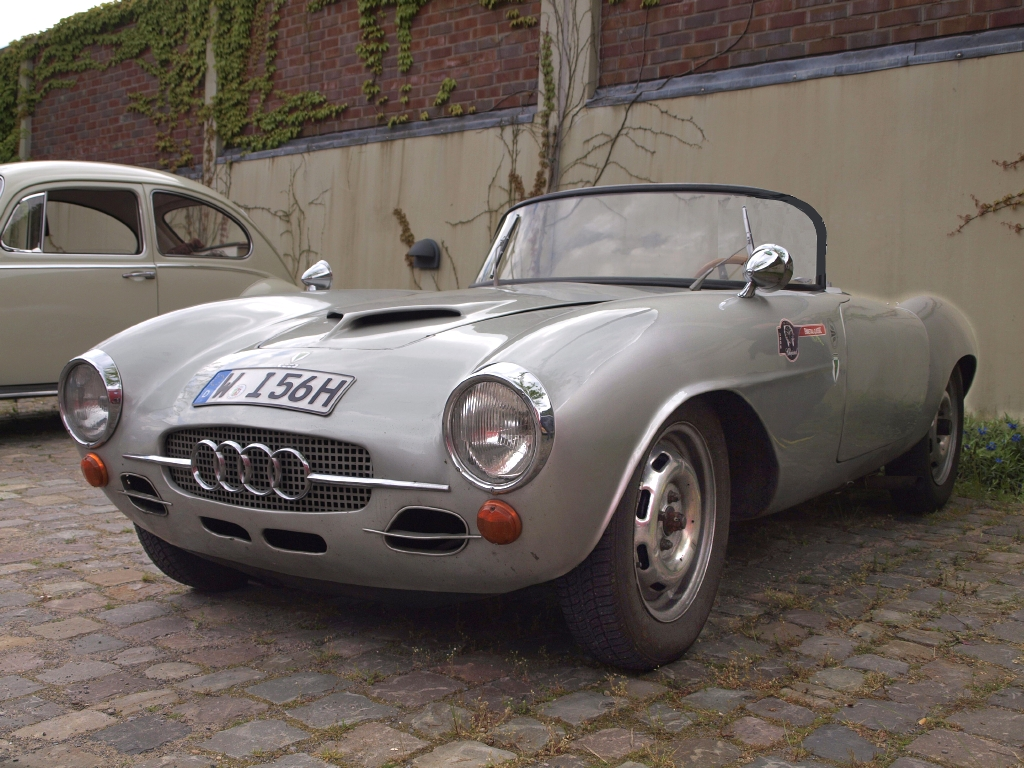
Der Drews-DKW Spyder mit Alukarosserie auf Basis des DKW 3=6, aufgenommen 2015

Im Jahr 1956 entwarf und baute Drews zumindest einen DKW 3=6 Spyder. Das offene zweisitzige Fahrzeug erinnert an das DKW-3=6-Monza-Coupé, hatte jedoch eine Leichtmetall-Karosserie statt einer aus Kunststoff. Jedenfalls nahm ein solches Fahrzeug 1958 unter Alfred Hartmann am Roßfeldrennen, einem Bergrennen in den Berchtesgadener Alpen teil. Ein Exemplar hat bis heute überdauert, wurde um 1980 bei Drews neu aufgebaut und wird gelegentlich bei Veranstaltungen gezeigt, so im Historischen Motorsport beim Rossfeldrennen 2014 und 2015 sowie einem DKW-Markentreffen in Ingolstadt.

### Dyna-Veritas S
Für Dyna-Veritas entwarf und baute Drews die sportliche Roadster-Variante mit zwei Sitzen und wahlweise 33 oder 40 PS (24 oder 29 kW) Leistung. Seine öffentliche Premiere hatte das Modell nach einzelnen Quellen bereits im Oktober 1950 auf dem Pariser Autosalon; in Deutschland wurde der Roadster erst in den beiden folgenden Jahren bekannt, weshalb einzelne Quellen ihn auf 1951 oder gar 1952 datieren. Besonderheit dieses Roadsters, der entfernt an den größeren Jaguar XK 120 erinnerte, war die Windschutzscheibe, die samt Notverdeck nach vorne geklappt und unter der langen, nach vorne hochklappbaren Motorhaube verstaut werden konnte. Es blieb vermutlich bei einem Einzelstück, weil dem Hersteller das notwendige Geld für eine Serienfertigung fehlte und das Unternehmen Baur Karosserie- und Fahrzeugbau in Stuttgart, das im Auftrag die Cabrio- und Coupé-Versionen produzierte, kein Interesse daran hatte, den Entwurf eines Karosseriebau-Konkurrenten zu übernehmen.

### Ford
Ab 1951 bot Drews ein viersitziges Zweifenster-Cabriolet mit Pontonkarosserie auf Basis des Ford Taunus G93A mit Plattformrahmen („Buckeltaunus“) an. Charakteristisch waren die zweigeteilte Frontscheibe, die großen Seitenscheiben und das relativ hohe Verdeck, das im rückwärtigen Bereich weit bis zu den Türen herumgezogen war. Es griff stilistisch viele Merkmale des Drews-VW-Sportcabriolets auf. Mehrere Fahrzeuge entstanden, die im Detail voneinander abweichen, so bei der Gestaltung der Fahrzeugfront und den verchromten Zierleisten oberhalb der Radausschnitte; einzelne Exemplare zeigen, der damals aufkommenden Mode entsprechend, bereits kleine Heckflossen. Soweit bekannt hat kein komplettes Fahrzeug bis heute überdauert; Anfang der 2010er-Jahre tauchte jedoch eine Karosserie als sogenannter Garagenfund auf.

### Mercedes-Benz
Ab etwa 1952 bot Drews Umbauten des Mercedes-Benz 220 zu zweitürigen Cabriolets mit vier Sitzen und Pontonkarosserie an. Sie hatten nicht den Mercedes-typischen Kühlergrill, sondern eine große ovale Kühlluftöffnung mit mehreren senkrechten, konvex vorgewölbten Chromstreben. Zumindest drei Ausführungen des Fahrzeugmodells sind bekannt, teils als Zweifenster-, teils als Vierfenster-Cabriolet, also mit und ohne zusätzlichen Seitenscheiben hinter den Türen, teils mit zwei ungewöhnlichen „nierenförmigen“ Entlüftungsöffnungen je Seite im Bereich der vorderen Kotflügel und der Türen und mit unterschiedlich modellierten Radausschnitten. Soweit bekannt hat kein Exemplar bis heute überdauert.

### Opel
Einer Quelle zufolge gestaltete Drews auch eine Sonderkarosserie auf Opel-Basis. Einzelheiten hierzu sind nicht überliefert.

### Panhard
Weiteren Quellen zufolge bot Drews zu Beginn der 1950er-Jahre auch sportlich-elegante, selbst entworfene und gebaute Coupé- und Cabriolet-Karosserien für den französischen Panhard Dyna X an. Der Bedarf schwand, nachdem Panhard werksseitig ab 1952 das eigene Roadster-Modell Junior anbot.

### Weitere Volkswagen
Grundlage vieler Drews-Fahrzeuge waren Plattformrahmen des VW Käfer, anfänglich von instandgesetzten Kübelwagen vom VW Typ 82 oder Kommandeurswagen vom Typ 87 aus Kriegsproduktion, später des „Standard“-Käfer (Typ 11) und ab Juli 1949 des Modells „Export“ (Typ 11 a). Wie bei anderen Karosseriebauern – mit Ausnahme von Karmann in Osnabrück, Hebmüller und später den Westfalia-Werken in Wiedenbrück, die im Werksauftrag fertigten – war das Wolfsburger Volkswagenwerk zu keinem Zeitpunkt bereit, unkarossierte Chassis zu liefern; Drews musste daher komplette Fahrzeuge beschaffen (oder sich von seinen Auftraggebern stellen lassen) und die nicht benötigten Karosserieteile aus Stahlblech bei Unfallreparaturen verwenden oder an Versicherungsunternehmen weiterverkaufen.
- Pritschenwagen: In den unmittelbaren Nachkriegsjahren entstand bei Drews zumindest ein Pick-up mit hoher Ladepritsche sowie einem Schutz der Ladung durch eine Plane mit hohen Spriegeln; am Heck konnte ein Einachsanhänger angekoppelt werden. Das Konzept ähnelte dem vom Werk während des Krieges in geringen Stückzahlen gebauten Typ 83, unterschied sich von diesem jedoch durch einen eckigen statt runden Heckabschluss und zusätzliche seitliche Luftschlitze zur Motorkühlung. Hintergrund des Entwurfs war, dass Eigner solcher Nutzfahrzeuge in den Zeiten der staatlichen Zwangsbewirtschaftung Treibstoff-Rationen beanspruchen konnten und der erste VW-Bus als Typ 2 (in Form des Transporters T1) erst 1950 erhältlich war.[21][3]

- Coupé: Nach einzelnen Quellen baute Drews auch Coupés auf Basis des VW Käfers. Die Idee dazu ging auf das Ende der 1940er-Jahre zurück und die Form entsprach weitestgehend dem Sportcabriolet. Ferner ist ein spezielles VW-Coupé aus dem Jahr 1951 mit einem Porsche-Motor und mehreren atypischen Karosseriemerkmalen überliefert: Die Frontscheibe war bereits einteilig und gebogen, die Heckscheibe als große dreiteilige Panoramascheibe seitlich weit herumgezogen; die Dachsäule hinter den Türen hatte dadurch eine ungewöhnliche, sich nach oben verbreiternde Trapezform. Die Rückleuchten waren bombiert herausmodelliert, die Radausschnitte anders geformt und das Heck rundlicher sowie stärker mit auffälligen, amerikanisch anmutenden verchromten Zierelementen versehen.[2][3][22] In der Gestaltung zeigen sich, insbesondere von hinten, Ähnlichkeiten mit dem Espenlaub 1000 der Jahre 1952 und 1953. In dieser Form blieb das Modell vermutlich ein Einzelstück; sein Verbleib ist ungeklärt.

- Vierfenster-Cabriolet: Abweichend vom herkömmlichen Sportcabriolet karossierte Drews gegen Mitte der 1950er-Jahre zumindest ein weiteres Cabriolet, das für Schweden bestimmt war. Es hatte zusätzliche versenkbare Seitenscheiben hinter den Türen, eine einteilige, gebogene Windschutzscheibe und abweichende modische Chromzierleisten vor dem hinteren Radausschnitt (drei kurze waagerechte, parallel übereinanderliegende und nach hinten spitz zulaufende Leisten). Zu einer Kleinserienfertigung kam es nicht,[2][3][22] möglicherweise, weil kurz darauf 1955 das Werksmodell VW Karmann-Ghia Typ 14 erschien.

## Drews-Fahrzeuge für den Motorsport
- AFM
- DKW Formel Junior
- Scampolo-BMW

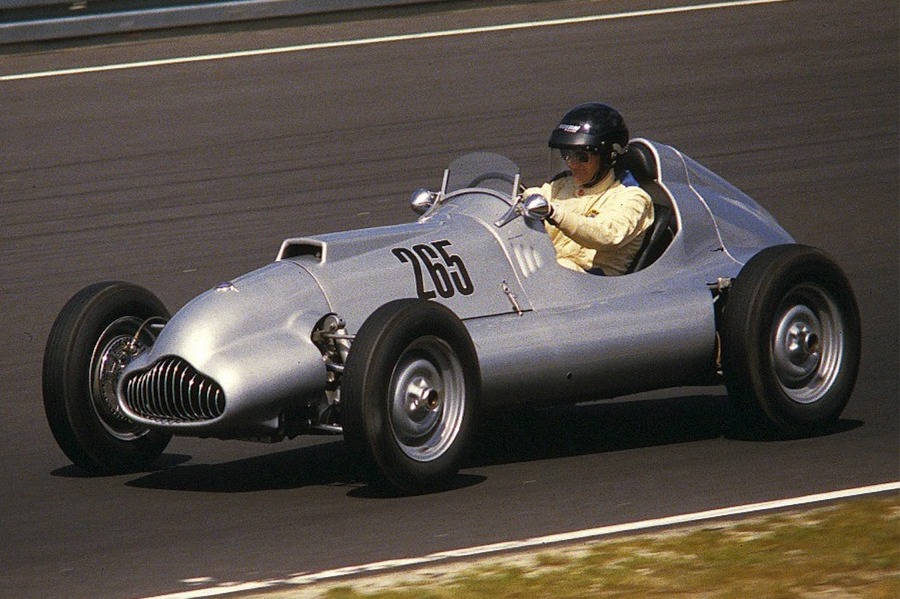
Ein Veritas Meteor-Rennwagen von 1953 nach dem Formel-2-Reglement; bereits um 1950 hatte Drews einen optisch wie konzeptionell ähnlichen Veritas RS-Rennwagen aufgebaut

- Veritas RS: Um 1950 baute Drews in Wuppertal zumindest einen einsitzigen Rennwagen mit der Mechanik eines Veritas RS und markanten geschlitzten Leichtmetall-Scheibenrädern nach dem Reglement der Formel 2. Unklar ist, wodurch eine Verbindung von Veritas zu Drews zustande kam; möglicherweise war es ursprünglich ein Auftrag für den Konkurrenten Hebmüller im benachbarten Barmen, der bereits mehrere Veritas-Rennsportwagen eingekleidet hatte, jedoch durch den katastrophalen Brand im größeren Zweigwerk Wülfrath vom Juli 1949 Lieferschwierigkeiten hatte. Unklar ist ferner, wer den Monoposto in Auftrag gab; in Betracht kommt der Unternehmer Emil „Teddy“ Vorster (1910–1976) aus Rheydt, der bereits mehrere Rennwagen bei Drews hatte aufbauen lassen, seine eigene Rennfahrerkarriere allerdings schon Mitte 1949 nach einem schweren Unfall aufgegeben hatte.
- Vorster-KdF Monoposto